# Take the "A" Train
"Take the 'A' Train" är en så kallad standardlåt inom jazzmusiken, komponerad av pianisten och orkesterledaren Billy Strayhorn 1941.
Den handlar om tunnelbanans linje ”A”, som går genom New York från östra Brooklyn och passerar Harlem på sin väg till norra Manhattan. Låten blev en slags signaturmelodi för Duke Ellington och användes ofta som inledning vid Ella Fitzgeralds konserter.
Duke Ellingtons högra hand, Billy Strayhorn bjöd vid ett tillfälle till sig Ellington och i ett brev beskrev resvägen, samtidigt som han bifogade en nyskriven melodi – ”Take the ’A’ Train”. Det blev början på en vänskaplig och jobbrelaterad relation mellan de båda som pågick ända till Strayhorns död 1967.
År 1999 lade National Public Radio in "Take the 'A' Train" i förteckningen "NPR 100", där NPR:s musikutgivare sammanställt vad de ansåg vara de 100 viktigaste amerikanska kompositionerna under 1900-talet.
I intervjuboken "Woody om Allen", av Stig Björkman, säger filmskaparen Woody Allen att han ofta använder "Take the 'A' Train" i sina filmer; "Den kompositionen är själva kvintessensen av jazz för mig".